# Голдап
Го̀лдап (на полски: Gołdap; на немски: Goldap; на литовски: Geldapė) е град в Североизточна Полша, Варминско-Мазурско войводство. Административен център е на Голдапски окръг, както и на градско-селската Голдапска община. Заема площ от 17,20 км2. Към 2010 година населението му възлиза на 13 401 души.